# ぷっちぐみ
『ぷっちぐみ』は、小学館が発行する日本の幼稚園児 - 小学校低学年を対象とした女児向け幼年漫画（少女漫画）・情報雑誌。2006年7月に創刊号が発売され、不定期刊から隔月刊を経て2008年11月発売の第12号から月刊形態となった。しかし23年夏以降再度隔月刊に戻る

## 概要
『めばえ』・『幼稚園』・小学館の学年別学習雑誌（『小学一年生』）の編集部が共同編集し、日本の少女漫画雑誌では最も対象年齢が低い。
誌面は小学館が出版権・掲載権を持つ作品・商品のうち、幼児から小学生（低学年・中学年）までの女の子に人気が高いキャラクターの情報と、それをモチーフにした漫画およびオリジナルの漫画で構成されている。さらに小学館発行の女子小学生向け漫画雑誌『ちゃお』で連載してアニメ化された『きらりん☆レボリューション』（2006年〜2009年 以下『きらレボ』）などの人気漫画のアニメ関連の情報や漫画版も掲載されたことがある。なお、『ちゃお』編集部は本誌には関わっていないが、同誌の人気漫画が本誌でも掲載されたり、連載経験を持つもりちかこなどの作家が本誌で執筆するケースがある。2014年からは『なかよし』（講談社発行）で作品を連載していた花森ぴんく、菊田みちよ、原明日美、小鷹ナヲなども本誌に移籍している。
2023年8月現在は『すみっコぐらし』、『ポケットモンスター』を主力キャラクター、『星のカービィ』を準主力キャラクターとしている。

## 歴史
第1号は2006年7月に発売され、11月に第2号、2007年3月に第3号、7月に第4号と続刊が発売された。同年9月発売の第5号以降は奇数月中旬発売の隔月刊となり、2008年11月発売分の第12号からは月刊誌化され、2017年9月に発売された2017年10・11月合併号までは毎月15日に発売されていた。2017年11月に発売された2017年12月号からは毎月1日に発売されている。11号までは「小学館スペシャル○月号増刊ぷっちぐみ」が正式な誌名だった。なお新型コロナや世界情勢の影響で2020年7月号は7・8月合併号、2022年6・7月、10・11月合併号として発売された。
創刊から2008年までは連載当時大人気コンテンツだった『オシャレ魔女♥ラブandベリー』『たまごっち』（2004年版）や『きらレボ』を中心に女児向けの人気キャラクターの情報が取り上げられていた。表紙は創刊号・第2号は"ラブ"と"ベリー"、第3号から2009年3月号までは"月島きらり"のイラストが目立っていた。2006年は『ラブandベリー』のブームが真っ只中だったのでそれを中心に取り上げていたが、2007年春頃には『ラブandベリー』のブームが去り、翌2008年夏の稼働終了と同時に本誌での連載も終了した。その一方で『きらレボ』がそれに代わって本誌の中心的なキャラクターと位置づけられ、アニメの情報と企画特集の掲載はもちろん漫画の連載も行われた。しかし2008年後半には『きらレボ』もブームが去り、2009年のアニメ終了と同時に漫画の連載が終了、2ヶ月ほど遅れて関連カードゲーム機の稼働も終了した。
2009年から2011年にかけては『ラブandベリー』や『きらレボ』の後継となるセガ・小学館の共同開発キャラクターである『リルぷりっ』と、セガ・サンリオの共同開発キャラクターである『ジュエルペット』に力を入れた。一時期は勢いがなかった『たまごっち』も2009年10月からのテレビアニメ化で人気を取り戻し、再び看板キャラクターに返り咲いた。一方で『ちゃお』で『きらレボ』の後継と位置づけられた『極上!!めちゃモテ委員長』は、本誌ではアニメの情報と企画特集の掲載に留まった。2010年春には『リルぷりっ』がテレビ東京系でアニメ化された。タイアップ作品ではあるものの、本誌発祥の漫画のアニメ化はこれが初めてである。
2011年には『プリティーリズム』がアニメ化されたのと同時に漫画の連載も開始し、本誌で長らく連載されていた『はっぴーカッピ』も短期間ながらテレビアニメ化された。2012年には『リルぷりっ』のテレビアニメ終了と共に漫画の連載も終了し、その半年後に『アイカツ!』がアニメ化され、漫画連載もスタートした。2014年にはニンテンドー3DS用ゲーム『妖怪ウォッチ』が男児はもちろん女児にもブレイクしたことを受けて、女児向けに設定を変更した漫画が連載された。同年夏には『プリティーリズム』が終了し後継作の『プリパラ』が登場した。2015年9月に『たまごっち!』が終了し、後継は小学館が出版権・掲載権を持たない作品になった。
2016年2月には『ジュエルペット』が終了して、同じくセガ・サンリオの共同開発キャラクターの『リルリルフェアリル』に、同年春には『アイカツ!』が終了して後継の『アイカツスターズ!』が登場、2017年春には『プリパラ』第2シリーズの『アイドルタイムプリパラ』と、『ちゃお』原作の『プリプリちぃちゃん!!』、そして実写ドラマ『ガールズ×戦士シリーズ』（第1作は『アイドル×戦士 ミラクルちゅーんず!』）が登場した。2017年12月に『プリプリちぃちゃん!!』が終了し、2018年2月には『アイカツスターズ!』・『アイドルタイムプリパラ』が後継の『アイカツフレンズ!』・『キラッとプリ☆チャン』と入れ替わりながら（いずれも本誌での連載開始の時期がアニメの放映開始に先行する形となる）アニメとのタイアップが続けられた。
しかし世界情勢が新型コロナウイルス感染症に見舞われた2020年から2023年にかけて、2010年代の本誌を支えていた『プリティーシリーズ』、『アイカツ!シリーズ』、『ガールズ×戦士シリーズ』といった主力作品が全て終了し、本誌でもそれらのテレビアニメ（テレビドラマ）作品のコンテンツが大幅に減少することになる。まず『アイカツ!シリーズ』は『アイカツフレンズ!』が2020年3月に終了し、2021年1月に9ヶ月ぶりに『アイカツプラネット!』として再登場するものの歴代最短の半年で放送終了、『キラッとプリ☆チャン』と入れ替わる形で2021年10月に登場した『ワッチャプリマジ!』も2022年9月に『プリティーシリーズ』歴代最短（アンコール再放送は除く）の1年で放送終了、そして『ガールズ×戦士シリーズ』第5作の『ビッ友×戦士 キラメキパワーズ!』も2022年6月に放送終了（同年4月から6月まで15分枠に短縮）し、それと放送枠を分け合う形で同年4月から登場した『リズスタ -Top of Artists!-』は同年7月から12月まで30分の単独枠で放送が続けられ、本誌でも掲載された。代わって、2023年4月からは『冒険大陸 アニアキングダム』と『ゴー!ゴー!びーくるずー』は本誌では初めて女児向け幼年漫画に連載される運びとなった。
2023年1月からは『コロコロコミック』『てれびくん』など同社の男児向け雑誌の看板コンテンツである『アニメ版ポケットモンスター』を本誌でも看板キャラクターとした。
女児向けトレーディングカードアーケードゲーム機は、小学館が出版権・掲載権を持たない『プリキュアシリーズ』関連のものを除く、ほとんどの機種の情報を取り上げているのが特徴で、それらのゲーム機で使える雑誌限定カードが付録となることもあった。今までに『ラブandベリー』・『きらりん☆レボリューション・ハッピーアイドルライフ』・『リルぷりっ』・『アイカツ!』・『アイカツスターズ!』・『オトカドール』のカード、『プリティーリズム』のプリズムストーン（プラスチック製ジュエリー）、『プリパラ』のプリチケ（チケット形カード）が付録となっていた。

## 発行部数
日本雑誌協会のデータによる本誌の月平均発行部数推移は以下の通りである。創刊直後は25万部とされていたが、2008年度は15万部、2009年度には12万部、2011年度は11.3万部と漸減傾向が続いていたが、2013年度は12.5万部、2015年度は13.1万部に回復していた。しかし2016年度は9.5万部、2022年度は4.3万部に激減した。
- 2007年度 - 25万部
- 2008年度 - 15万部
- 2009年度 - 12万部
- 2011年度 - 11.3万部
- 2013年度 - 12.5万部
- 2015年度 - 13.1万部
- 2016年度 - 9.5万部
- 2017年度 - 6.9万部
- 2019年度 - 6.5万部
- 2020年度 - 6.3万部
- 2021年度 - 5.7万部
- 2022年度 - 4.3万部
- 2023年度 - 3.65万部
- 2024年度 - 3.66万部

## 対象年齢
同社の『ちゃお』より低年齢層の女の子を対象としている。
小学館広告局のサイトによると、小学1年生の読者が最も多く、幼稚園年長児、小学2年生、幼稚園年中児の順に多い。なお、小学3年生以上は『ちゃお』などと競合し、読者が少なくなる。

## 漫画ページ
2016年度までは『小学一年生』と並行して掲載されている作品も多かった。

### 現在の掲載作品
- あつまれ どうぶつの森 ふわふわ島（漫画：かなき詩織）
- ふわもこたんていぱにゃにゃ（漫画：ちぃ、クイズ：嵩瀬ひろし）
- もしもリカちゃんが。（漫画：ゆぅ、制作デザイン：ムロフシカエ）
- ポケットモンスター ピカブイのほっこりDAYS（漫画：すずきさなえ、絵：ふじのきともこ）
- 星のカービィ（漫画：さくま良子）
- ほうかご おえかきぐみ（漫画：七海喜つゆり）
- スターダム☆ドリームズ（漫画：今井康絵、ハラミユウキ）
- ぷにるはかわいいスライム（漫画：まえだくん）

### 過去の掲載作品
- アイカツ!シリーズ（漫画：かなき詩織、イラスト：朱音 → 小鷹ナヲ）
- いっしょにシュガーバニーズ（漫画：かなき詩織）
- いろはにぽえっと（漫画：まや）
- オシャレ魔女♥ラブandベリー（漫画：溝口涼子）
  - オシャレ魔女♥ラブandベリー しあわせのまほう（漫画：こむろえ〜こ）
- おてあげラパン（漫画：あさだみほ）
- おとぎの国のNico（漫画：原明日美、文：桑原美保）
- おねがいフララン（漫画：こむろえ〜こ）
- キラッとプリ☆チャン（漫画：菊田みちよ）
- きらりん☆レボリューション（原作：中原杏、漫画：小坂まりこ（第1号 - 第3号）、たちばな真未（第4号 - 2009年4月号））
- クマ・トモ（漫画：かなき詩織）
- ジュエルペット ハッピネス（漫画：森江真子）
- スティッチ!（漫画：あさだみほ）
- ぜんまいざむらい クイズパズルでござる（原作：m&k、漫画：あさだみほ）
- たまごっちシリーズ（漫画：ヤスコーン）
- ちび☆デビ!（原作：篠塚ひろむ、漫画：いがらしみゆ）
- デコちあ☆Win!（漫画：もりちかこ）
- 出ましたっ!パワパフガールズZ（漫画：いぶきかえで）※第2号のみ掲載。
- でるもデション（漫画：ひなことり）
- 天災なぞなぞたぬき なぞポン（上重☆さゆり）
- どうぶつの森 ホヒンダ村だより（漫画：あべさより）
- トホホな犬（原作・漫画：あいみてつろう）
- ドリームガールプルミエ（漫画：花森ぴんく）
- なないろ☆ミラクル（原作・漫画：かなき詩織）
- なないろ☆ジュエル（原作・漫画：かなき詩織）
- ネコ・トモ（漫画：かなき詩織）
- ネッコロ（漫画：中川いさみ） - 『コロコロイチバン!』『週刊少年サンデーS』『月刊IKKI』と同時連載。
- バービー ハロー・マイフレンド（漫画：原明日美）
- はっぴーカッピ（漫画：みづほ梨乃、原作：キャンディぐみ）
- ひみつ×戦士 ファントミラージュ!（漫画：ハラミユウキ）
- ぴゅあびび!（漫画：春日あかね）
- ふしぎの国のアリス（お話：ARX、漫画：小鷹ナヲ）
- プリパラ（漫画：菊田みちよ）
- ぷりぷりぐう（漫画：南野そのこ）
- ふわふわ♥シナモン（原作：せきちさと、漫画：つきりのゆみ）
- ポッピンQぷち（漫画：ハラミユウキ）
- ポニャと神ちゃま（漫画：さくま良子）
- まほうのルミティア（絵：七海喜つゆり）
- 豆しば ぷち! ぷちっ!（漫画：そにしけんじ、イラスト：さんさん）
- マリン☆マリン ハコぷー（漫画：さくま良子）
- マジカルヘアチェン みゆ☆美結（漫画：花森ぴんく）
- 味楽る!ミミカ（原作：春日あかね、漫画：（第8号まで）春日あかね、（第9号より）つきりのゆみ、協力：NHKエデュケーショナル）
- めがみさまのおとしもの（漫画：もりちかこ）
- もっふり モフ☆モフ（漫画：ちぃ）
- リカちゃんのひみつ（漫画：ゆぅ）
- リブリーアイランド（漫画：森江真子）
- リルぷりっ（漫画：陣名まい）
  - ぷりりっ! リルぷりっ（漫画：陣名まい）
- ルンルンてるてるん（漫画：さくらいみや）
- レゴフレンズ Happyダイアリー（漫画：あさだみほ）
- 妖怪ウォッチ 〜わくわく☆にゃんだふるデイズ〜（漫画：もりちかこ） - 『ちゃお』『ちゃおDX』と同時連載。
- わがままファッション ガールズモード ルイスタイル（漫画：こむろえ〜こ）
- アニメ ポケットモンスター～ぷっちぐみＳＰ～前ぺん・後へん（漫画：おりとかほり） - 『ちゃお』と同時連載。2023年6・7月号～8月号まで連載。
- 冒険大陸 アニアキングダム 〜ソラとルッタの大冒険〜（漫画：三好ひなり、脚本：市川十億衛門）
  - 冒険大陸 アニアキングダム|冒険大陸 アニアキングダムソラとルッタの大冒険〜ライオスの復讐〜（漫画：三好ひなり、脚本：市川十億衛門）
- ゴー!ゴー!びーくるずー 四コマ劇場（漫画：かなめももか、イラスト：さちパン☆、シナリオ：瀬名快伸）

## 情報ページ
現在の掲載作品
- すみっコぐらし
- ポケットモンスター
- キャッチ!ティニピン
- おぱんちゅうさぎ
- ひみつのアイプリ
- ご当地ちいかわトラベル

過去の掲載作品
- きらりん☆レボリューション（第1号（創刊号） - 2009年4月号）
- 味楽る!ミミカ（第1号（創刊号） - 2009年4月号）
- たまごっち（第1号（創刊号） - 2015年）
- ジュエルペット（2008年 - 2016年1月号）
- 極上!!めちゃモテ委員長（2009年5月号 - 2011年4月号）
- クッキンアイドル アイ!マイ!まいん!（2009年5月号 - 2013年4月号）
- リルぷりっ（2010年 - 2012年）
- プリティーシリーズ
  - プリティーリズム・オーロラドリーム（2011年5月号 - 2012年4月号）
  - プリティーリズム・ディアマイフューチャー（2012年5月号 - 2013年4月号）
  - プリティーリズム・レインボーライブ（2013年5月号 - 2014年4月号）
  - プリパラ（2014年7月号 - 2017年4月号）
  - アイドルタイムプリパラ（2017年5月号 - 2018年4月号）
  - キラッとプリ☆チャン（2018年5月号 - 2021年6月号）
  - ワッチャプリマジ!（2021年11月号 - 2022年11月号）
- ちび☆デビ!（2011年11月号 - 2014年3月号）
- アイカツ!シリーズ
  - アイカツ!（2012年11月号 - 2016年4月号）
  - アイカツスターズ!（2016年5月号 - 2018年4月号）
  - アイカツフレンズ!
  - アイカツオンパレード!
  - アイカツプラネット!
- ガールズ×戦士シリーズ
  - アイドル×戦士 ミラクルちゅーんず!（2017年1月号 - 2018年4月号）
  - 魔法×戦士 マジマジョピュアーズ!
  - ポリス×戦士 ラブパトリーナ!
  - ビッ友×戦士 キラメキパワーズ!
- プリプリちぃちゃん!!（2017年5月号 - 2018年1月号）
- ウサハナ
- オシャレ魔女♥ラブandベリー
- キラキラ♥アイドル リカちゃん
- シナモロール
- 出ましたっ!パワパフガールズZ
- とっとこハム太郎 は～い!
- ふしぎ星の☆ふたご姫 Gyu! ※第1号のみ掲載。
- ぷるるんっ!しずくちゃんシリーズ
- リヴリーアイランド ピグミーのかくれんぼ
- マリン☆マリン ミナミハコフグと珊瑚礁の仲間達
- 豆しば - 漫画連載が始まったために、情報ページはなくなった。
- リルリルフェアリル
- レイトン ミステリー探偵社 〜カトリーのナゾトキファイル〜
- リズスタ -Top of Artists!-
- 葬送のフリーレン
- スイカゲーム

## コミックス
連載作品の単行本は当初はてんとう虫コミックスのサブレーベルである「てんとう虫コミックススペシャル ぷっち」より発売され、判が大きいこと以外は通常の漫画コミックスの形態を取っているが、2011年7月以降は関連レーベルとして「ぷぷぷBOOKS」が新たに発刊、テレビアニメ原作のタイトルを対象にテレビ絵本の要素を組み合わせ、漫画と絵本の中間の形態となっている。

## 競合誌
刊行中
- キャラぱふぇ（角川グループパブリッシング・アスキー・メディアワークス）- 2006年から刊行している小学生女子向けゲーム雑誌。小学館を含む他の出版社が権利を持つ作品に関しても、ゲームの内容に関しては掲載されたことがある。
  - 別冊キャラぱふぇコミック - 『キャラぱふぇ』増刊の漫画雑誌である。本誌とほぼ同じ年齢層を対象とする。
- aneひめ（講談社）2016年から不定期に刊行している小学1-3年生の女子向け総合雑誌。2023年4月現在は14号まで刊行中。講談社と関係が深い『ディズニープリンセス』と本誌でも主力作品として掲載されている『すみっコぐらし』をメインコンテンツとする。

休刊
- ひめぐみ（講談社） - 2007年に幼稚園児向け雑誌『たのしい幼稚園』の女子向けコンテンツを強化し、豪華な付録を付けた増刊で、講談社が出版権を持つ『プリキュアシリーズ』の情報がメインであった。『たのしい幼稚園』の増刊で幼稚園の年中児から年長児向けであり、後述の『おともだちピンク』より対象年齢がやや高く、本誌と一部重なっていた。漫画は『プリキュアまんがえほん』が掲載されているが、本誌と比べると漫画の数は大幅に少なかった。2020年夏のVol.47まで刊行。
- おともだちピンク（講談社） - 3歳前後の幼児向け雑誌『おともだち』の女子向け増刊。『ひめぐみ』と同じく『プリキュアシリーズ』の情報がメインであった。2021年秋まで刊行。
- りぼんピカピカ増刊 あみーご!（集英社） - 2006年から2007年まで発行していた『りぼん』増刊の小学生向け漫画雑誌。当初は同誌を原作としてアニメ化された『アニマル横町』を看板とし、『出ましたっ!パワパフガールズZ』の情報はこちらでも掲載された。2007年度に発行されたものは『ちびまる子ちゃん』がメインとなっていた。2008年度以降は発刊されず事実上廃刊した。